# Bissezeele
Bissezeele [bisəzɛl] est une commune française située dans le département du Nord, en région Hauts-de-France.

## Géographie

### Description
Bissezeele est située à 7 km de Bergues, à 2 km de Zegerscappel et d'Esquelbecq, 16 km de Dunkerque et 63 km de Lille.
La commune est traversée par la ligne d'Arras à Dunkerque-Locale, dont la station la plus proche est la gare d'Esquelbecq, desservie par des trains TER Hauts-de-France, qui effectuent des missions entre les gares de Lille-Flandres ou d'Hazebrouck et de Dunkerque.

### Communes limitrophes
| Crochte      | Socx       | Socx       |
| Crochte      | Bissezeele | Socx       |
| Zegerscappel | Esquelbecq | Esquelbecq |

### Hydrographie
La commune est située dans le bassin Artois-Picardie. Elle est drainée par la Bissezeele Becque,.

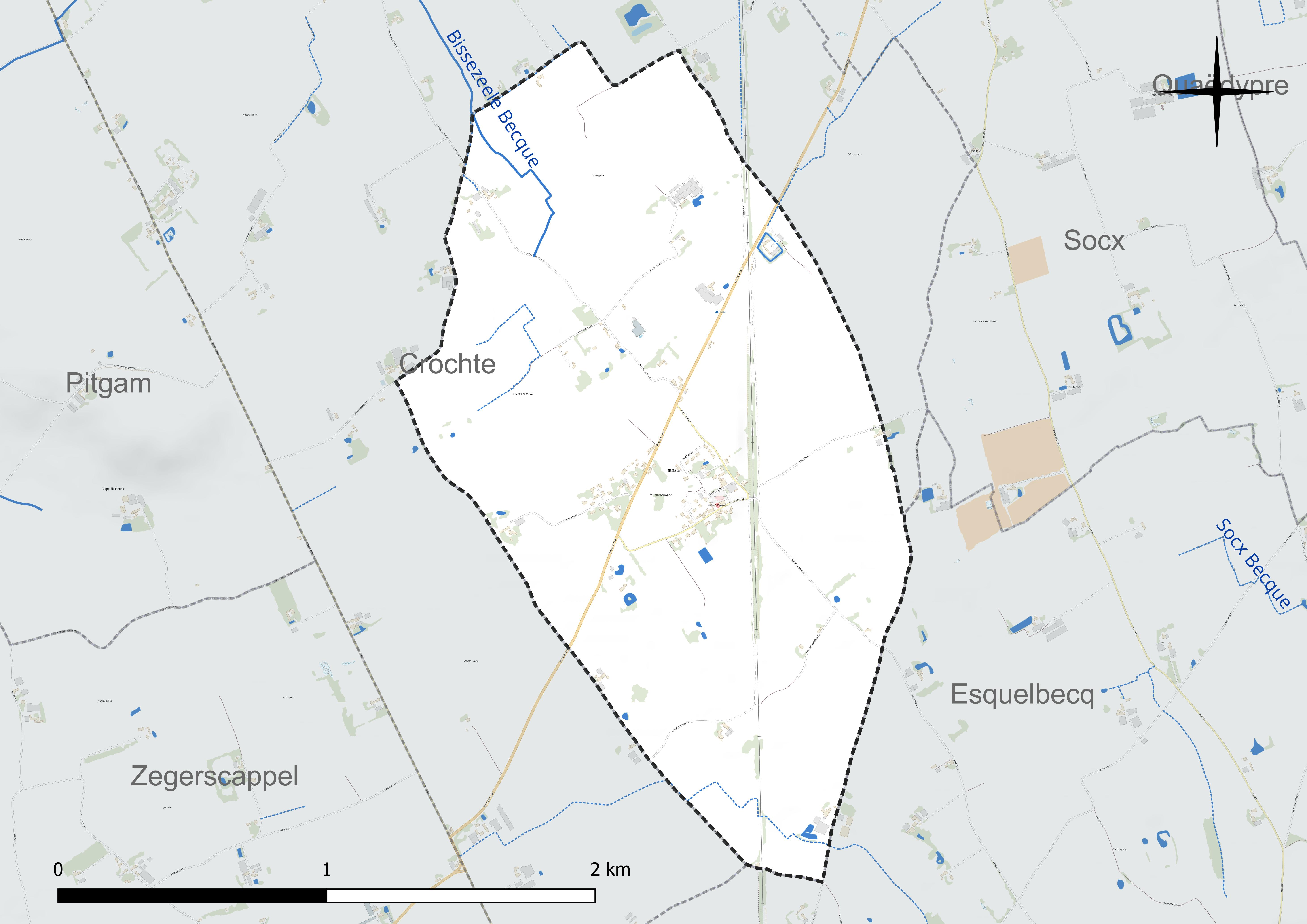
Réseau hydrographique de Bissezeele.

### Climat
Pour des articles plus généraux, voir Climat des Hauts-de-France et Climat du Nord.
En 2010, le climat de la commune est de type climat océanique altéré, selon une étude du CNRS s'appuyant sur une série de données couvrant la période 1971-2000. En 2020, Météo-France publie une typologie des climats de la France métropolitaine dans laquelle la commune est exposée à un climat océanique et est dans la région climatique  Côtes de la Manche orientale, caractérisée par un faible ensoleillement (1 550 h/an) ; forte humidité de l'air (plus de 20 h/jour avec humidité relative > 80 % en hiver), vents forts fréquents. 
Pour la période 1971-2000, la température annuelle moyenne est de 10,5 °C, avec une amplitude thermique annuelle de 13,7 °C. Le cumul annuel moyen de précipitations est de 762 mm, avec 12,4 jours de précipitations en janvier et 8,1 jours en juillet. Pour la période 1991-2020, la température moyenne annuelle observée sur la station météorologique la plus proche, située sur la commune de Dunkerque à 14 km à vol d'oiseau, est de 11,7 °C et le cumul annuel moyen de précipitations est de 690,8 mm,. Pour l'avenir, les paramètres climatiques de la commune estimés pour 2050 selon différents scénarios d'émission de gaz à effet de serre sont consultables sur un site dédié publié par Météo-France en novembre 2022.

## Urbanisme

### Typologie
Au 1er janvier 2024, Bissezeele est catégorisée commune rurale à habitat dispersé, selon la nouvelle grille communale de densité à sept niveaux définie par l'Insee en 2022.
Elle est située hors unité urbaine. Par ailleurs la commune fait partie de l'aire d'attraction de Dunkerque, dont elle est une commune de la couronne,. Cette aire, qui regroupe 66 communes, est catégorisée dans les aires de 200 000 à moins de 700 000 habitants,.

### Occupation des sols
L'occupation des sols de la commune, telle qu'elle ressort de la base de données européenne d'occupation biophysique des sols Corine Land Cover (CLC), est marquée par l'importance des territoires agricoles (100 % en 2018), une proportion identique à celle de 1990 (100 %). La répartition détaillée en 2018 est la suivante : 
terres arables (100 %). L'évolution de l'occupation des sols de la commune et de ses infrastructures peut être observée sur les différentes représentations cartographiques du territoire : la carte de Cassini (XVIIIe siècle), la carte d'état-major (1820-1866) et les cartes ou photos aériennes de l'IGN pour la période actuelle (1950 à aujourd'hui).

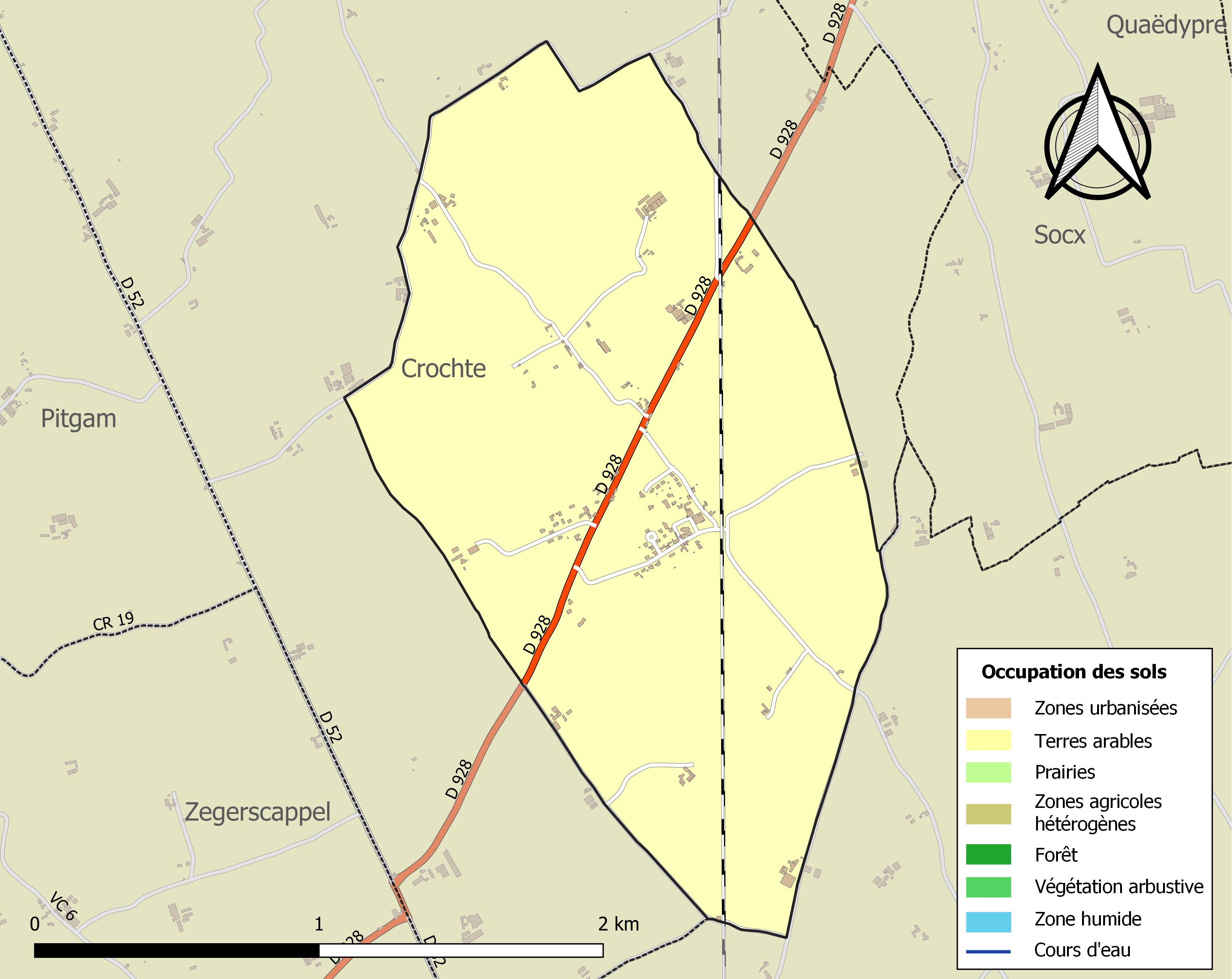
Carte des infrastructures et de l'occupation des sols de la commune en 2018 (CLC).

### Habitat et logement
En 2019, le nombre total de logements dans la commune était de 95, alors qu'il était de 88 en 2014 et de 81 en 2009.
Parmi ces logements, 93,3 % étaient des résidences principales, 1,1 % des résidences secondaires et 5,6 % des logements vacants. Ces logements étaient pour 100 % d'entre eux des maisons individuelles et pour 0 % des appartements.
Le tableau ci-dessous présente la typologie des logements à Bissezeele en 2019 en comparaison avec celle du Nord et de la France entière. Une caractéristique marquante du parc de logements est ainsi une proportion de résidences secondaires et logements occasionnels (1,1 %) inférieure à celle du département (1,6 %) mais supérieure à celle de la France entière (9,7 %). Concernant le statut d'occupation de ces logements, 91,8 % des habitants de la commune sont propriétaires de leur logement (89,6 % en 2014), contre 54,7 % pour le Nord et 57,5 pour la France entière.
| Typologie                                               | Bissezeele | Nord | France entière |
| ------------------------------------------------------- | ---------- | ---- | -------------- |
| Résidences principales (en %)                           | 93,3       | 90,6 | 82,1           |
| Résidences secondaires et logements occasionnels (en %) | 1,1        | 1,6  | 9,7            |
| Logements vacants (en %)                                | 5,6        | 7,8  | 8,2            |

## Toponymie
Le nom de la localité est attesté sous les formes Bissengesela en 1067, puis Betsingesela et Bissingesella en 1085, Bissinsela en 1218.
La commune se nomme Bussezeele (/bœsəzi.ələ/) en flamand occidental (Prononciation erronée "Bussezeele " sous l'influence du flamand "busch" (bois)).

## Histoire
L'altitude variant de 22 à 30 mètres mettait cette bourgade à l'abri des inondations, ce qui valut pour certaines familles celtiques un asile précieux.
Bissezeele ne fait son apparition officielle dans l'histoire qu'en 1067, mais cette localité est certainement plus ancienne.

### Moyen Âge
Avant la Révolution française, Bissezeele relevait de la châtellenie de Bergues, même si la paroisse dépendait en fait de la Cour féodale ou Perron de Bergues : la Cour féodale était propriété du souverain (comte des Flandres puis roi de France). La Cour féodale était distincte de la châtellenie même si elle était étroitement imbriquée avec elle d'où de nombreux litiges sur leurs droits et pouvoirs respectifs.
En 1218, une partie de la dîme de Bissezeele appartenait à l'Abbaye de Saint-Winoc de Bergues qui la reçoit cette année là d'un dénommé Chrétien de Praet ou du Pré.
Du point de vue religieux, la commune était située dans le diocèse de Thérouanne puis dans le diocèse d'Ypres, doyenné de Bergues.

### Époque contemporaine

#### Première guerre mondiale
Pendant la première guerre mondiale, Bissezeele fait partie de juin à novembre 1917 d'un commandement d'étapes basé à Quaëdypre, c'est-à-dire un élément de l'armée organisant le stationnement de troupes, comprenant souvent des chevaux, pendant un temps plus ou moins long, sur les communes dépendant du commandement, en arrière du front. Bissezeele a donc accueilli des troupes de passage, comme par exemple en août 1917 une compagnie d'un bataillon malgache.
Le 4 septembre 1917, des travailleurs asiatiques (sans autre précision ni sur leur origine ni sur la raison de leur présence) sont arrêtés à Crochte et à Bissezeele par les gendarmes du commandement d'étapes puis amenés à Bergues.
Le 10 septembre 1917, un avion anglais d'une escadrille de Cassel a atterri à Bissezeele vers 18 h. L'appareil a été démonté et dirigé sur son centre dans la matinée du 11 septembre.
Le village a également fait partie du commandement d'étapes installé à Rexpoëde et de celui ayant son siège à Bergues en 1917-1918.

## Politique et administration

### Rattachements administratifs et électoraux

#### Rattachements administratifs
La commune se trouve depuis 1803 dans l'arrondissement de Dunkerque du département du Nord.
Elle faisait partie depuis 1793 du canton de Bergues. Dans le cadre du redécoupage cantonal de 2014 en France, cette circonscription administrative territoriale a disparu, et le canton n'est plus qu'une circonscription électorale.

#### Rattachements électoraux
Pour les élections départementales, la commune fait partie depuis 2014 du canton de Wormhout
Pour l'élection des députés, elle fait partie de la quatorzième circonscription du Nord.

### Intercommunalité
Bissezeele était membre de la communauté de communes du canton de Bergues, un établissement public de coopération intercommunale (EPCI) à fiscalité propre créé en 1982 et auquel la commune avait transféré un certain nombre de ses compétences, dans les conditions déterminées par le code général des collectivités territoriales.
Cette intercommunalité a fusionné avec sa voisine pour former, le 1er janvier 2014, la communauté de communes des Hauts de Flandre dont est désormais membre la commune.

### Liste des maires
Maire en 1808 : Debaecke.
| Période                                  | Période                 | Identité          | Étiquette | Qualité                          |
| ---------------------------------------- | ----------------------- | ----------------- | --------- | -------------------------------- |
| Les données manquantes sont à compléter. |                         |                   |           |                                  |
| avant 1802                               | 1807                    | Fr. Deman         |           |                                  |
| Les données manquantes sont à compléter. |                         |                   |           |                                  |
| 1837                                     | 1848                    | Xavier Marcotte   |           |                                  |
| 1848                                     | 1850                    | Antoine Poidevin  |           |                                  |
| 1850                                     | 1875                    | Fidèle Caenens    |           |                                  |
| 1875                                     | 1885                    | Pierre Vanhoucke  |           |                                  |
| 1886                                     | 1902                    | Romain Boudenoot  |           |                                  |
| 1902                                     | 1908                    | Oscar Boudenoot   |           |                                  |
| 1908                                     | 1910                    | Edmond Devulder   |           |                                  |
| 1910                                     | 1919                    | Alidor Boudenoot  |           |                                  |
| 1919                                     | 1939                    | A. Cieren         |           |                                  |
| 1939                                     | 1940                    | J. Isaert         |           |                                  |
| 1940                                     | 1945                    | R. Bonnet         |           |                                  |
| 1945                                     | 1959                    | N. Cieren         |           |                                  |
| 1959                                     | mars 1971               | A. Pickaert       |           |                                  |
| mars 1971                                | juin 2016               | Alain Taccoen     |           | Démissionnaire                   |
| juin 2016                                | En cours (au 13/9/2022) | Claudine Delassus |           | Réélue pour le mandat 2020-2026, |

## Équipements et services publics

### Enseignement
Bissezeele relève de l'académie de Lille.

## Population et société

### Démographie

#### Évolution démographique
L'évolution du nombre d'habitants est connue à travers les recensements de la population effectués dans la commune depuis 1793. Pour les communes de moins de 10 000 habitants, une enquête de recensement portant sur toute la population est réalisée tous les cinq ans, les populations de référence des années intermédiaires étant quant à elles estimées par interpolation ou extrapolation. Pour la commune, le premier recensement exhaustif entrant dans le cadre du nouveau dispositif a été réalisé en 2006.

En 2022, la commune comptait 242 habitants, en évolution de −0,41 % par rapport à 2016 (Nord : +0,51 %, France hors Mayotte : +2,11 %).
| 1793 | 1800 | 1806 | 1821 | 1831 | 1836 | 1841 | 1846 | 1851 |
| ---- | ---- | ---- | ---- | ---- | ---- | ---- | ---- | ---- |
| 404  | 402  | 423  | 524  | 476  | 532  | 503  | 492  | 441  |

| 1856 | 1861 | 1866 | 1872 | 1876 | 1881 | 1886 | 1891 | 1896 |
| ---- | ---- | ---- | ---- | ---- | ---- | ---- | ---- | ---- |
| 417  | 421  | 405  | 382  | 369  | 350  | 336  | 319  | 317  |

| 1901 | 1906 | 1911 | 1921 | 1926 | 1931 | 1936 | 1946 | 1954 |
| ---- | ---- | ---- | ---- | ---- | ---- | ---- | ---- | ---- |
| 325  | 328  | 325  | 316  | 271  | 233  | 261  | 242  | 236  |

| 1962 | 1968 | 1975 | 1982 | 1990 | 1999 | 2006 | 2011 | 2016 |
| ---- | ---- | ---- | ---- | ---- | ---- | ---- | ---- | ---- |
| 218  | 199  | 166  | 161  | 178  | 174  | 186  | 225  | 243  |

| 2021 | 2022 | - | - | - | - | - | - | - |
| ---- | ---- | - | - | - | - | - | - | - |
| 246  | 242  | - | - | - | - | - | - | - |

#### Pyramide des âges
La population de la commune est relativement jeune.
En 2018, le taux de personnes d'un âge inférieur à 30 ans s'élève à 37,4 %, soit en dessous de la moyenne départementale (39,5 %). À l'inverse, le taux de personnes d'âge supérieur à 60 ans est de 16,8 % la même année, alors qu'il est de 22,5 % au niveau départemental.
En 2018, la commune comptait 128 hommes pour 121 femmes, soit un taux de 51,41 % d'hommes, largement supérieur au taux départemental (48,23 %).
Les pyramides des âges de la commune et du département s'établissent comme suit.
| Hommes | Classe d’âge | Femmes |
| ------ | ------------ | ------ |
| 1,6    | 90 ou +      | 0,0    |
| 1,6    | 75-89 ans    | 5,9    |
| 15,2   | 60-74 ans    | 9,3    |
| 20,8   | 45-59 ans    | 23,7   |
| 22,4   | 30-44 ans    | 24,6   |
| 16,0   | 15-29 ans    | 16,1   |
| 22,4   | 0-14 ans     | 20,3   |

| Hommes | Classe d’âge | Femmes |
| ------ | ------------ | ------ |
| 0,5    | 90 ou +      | 1,4    |
| 5,3    | 75-89 ans    | 8,1    |
| 14,8   | 60-74 ans    | 16,2   |
| 19,1   | 45-59 ans    | 18,4   |
| 19,5   | 30-44 ans    | 18,7   |
| 20,7   | 15-29 ans    | 19,1   |
| 20,2   | 0-14 ans     | 18     |

### Manifestations culturelles et festivités
La fête communale était traditionnellement fixée au 4e dimanche de juin.

## Culture locale  et patrimoine

### Lieux et monuments

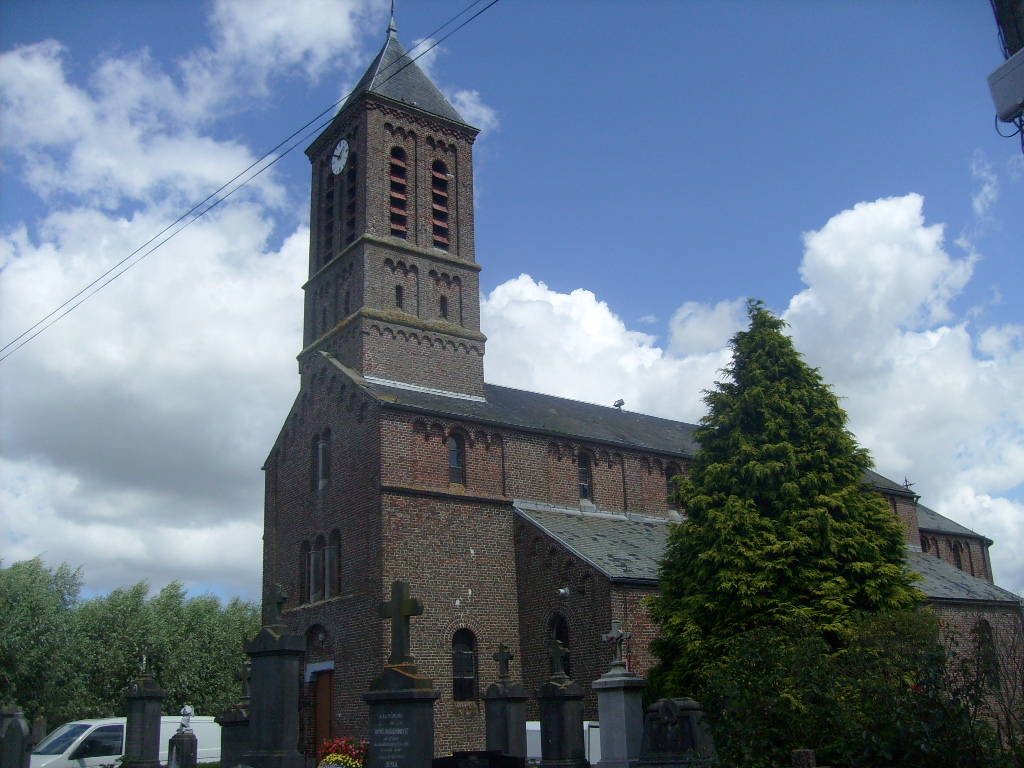
L'église.

En Flandre, l'église Saint-Adrien de Bissezeele inaugure la série des églises reconstruites en style 'néo'. À la place de l'église romane démolie en 1857 dont les albums Flahaut nous ont gardé l'image, s'élève une petite basilique munie d'un triforium et de fenêtres hautes. L'œuvre construite entre 1853 et 1864 sur les plans de  François Develle, très heureuse de proportions, est de style néo-roman.
L'église est rénovée de 2020 à 2022,.

### Personnalités liées à la commune
L'abbé Lamps a marqué Bissezeele durant les premières décennies du vingtième siècle. Il était un prêtre 'lemiriste', c'est-à-dire proche des idées progressistes de l'abbé Lemire, député maire d'Hazebrouck. Par humilité, il souhaitait exercer son ministère dans la plus petite paroisse du diocèse de Lille. On l'envoya donc à Bissezeele. Durant la messe, il n'hésitait pas à interpeller en chaire les fermiers qui maltraitaient leur personnel.
Homme érudit, l'abbé Lamps avait une grande passion pour la photographie. Cette passion, il la transmit à Jeanne Devos, une adolescente tuberculeuse de Bailleul qu'il recueillit.
Ici tu ne dois pas mourir lui dira-t-il.
Durant la guerre, des soldats allemands et britanniques ont 'cohabité' dans son presbytère.
En fait, les Anglais étaient cachés. Les Allemands ne s'en sont jamais rendu compte. Ils ont tous étaient fascinés par la personnalité et l'érudition de l'abbé.

### Héraldique
| Blason de Bissezeele | Blason  | D'or, au lion de sable, lampassé de gueules, couronné d'or, portant au cou un collier avec une croix du même pendante sur sa poitrine. |
| Blason de Bissezeele | Détails | Le statut officiel du blason reste à déterminer.                                                                                       |

## Pour approfondir